# Hans Grade

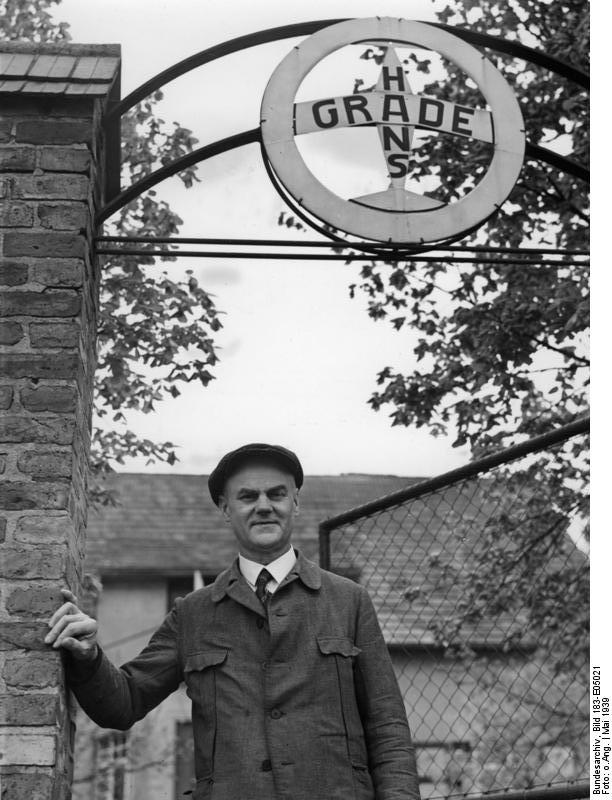
Hans Grade vor seinem Haus (1939)

Johannes Grade, genannt Hans Grade, (* 17. Mai 1879 in Köslin, Provinz Pommern; † 22. Oktober 1946 in Borkheide; vollständiger Name: Johannes Gustav Paul Grade) war ein deutscher Maschinenbauingenieur, Maschinenbau-Unternehmer und Flugpionier.

## Leben

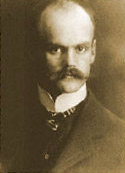
Hans Grade (um 1900)

Hans Grade war zunächst Volontär in Grevenbroich und studierte von 1900 bis 1904 an der Technischen Hochschule (Berlin-)Charlottenburg; dort wurde er ab 1900 Mitglied der Berliner Burschenschaft Gothia.
1903 konstruierte Grade in Köslin sein erstes Motorrad und übernahm eine Motorenwerkstatt, die er bis 1905 führte. 1905 gründete er die Grade-Motoren-Werke GmbH in Magdeburg. Nach Eintritt in das Magdeburger Pionier-Bataillon im Jahr 1907 begann er mit dem Bau seines ersten Dreidecker-Flugzeugs mit Sechs-Zylinder-Zweitaktmotor und unternahm am 28. Oktober 1908 seinen ersten Flug auf dem Cracauer Anger bei Magdeburg. In etwa acht Metern Höhe überwand er auf dem Flug 100 Meter. Der Flug endete mit einer Bruchlandung. Grade unternahm mit diesem Flugzeug auf dem Gelände bis zum Mai 1909 rund 70 Flüge mit einer maximalen Fluglänge von etwa 700 m, über die auch die internationale Fachpresse berichtete. Diese ersten deutschen Motorflüge mit Flächenflugzeugen fanden mehr als 20 Jahre nach den Erstfahrten/Erstflügen von Luftschiffen statt (1883 und 1884 (elektromotorisiert, Rückkehr zum Ausgangsort) in Frankreich und 1888 in Deutschland).
Am 14. August 1909 zog Grade mit seiner Werkstatt nach Bork, dem heutigen Borkheide. Nach nur drei Tagen unternahm er am 17. August 1909 in Bork den ersten Flug mit seinem noch in Magdeburg entwickelten Eindecker „Libelle“. Beim Versuch, den „Lanz-Preis der Lüfte“ zu gewinnen, hatte er am 26. September 1909 einen Absturz in einen Kiefernwald durch den Bruch des Propellers. Er überstand den Zwischenfall unverletzt und gewann den mit 40.000 Mark dotierten Preis am 30. Oktober 1909 auf dem Flugplatz Johannisthal. Anschließend unternahm er Schauflüge in Hamburg, Bremen, Breslau und Magdeburg. 1909 errichtete Grade in Bork eine Flugzeugfabrik, die Grade Fliegerwerke, und gründete 1910 die erste Flugschule in Deutschland. Beide waren bis 1914 in Betrieb. Es wurden 80 Flugzeuge gebaut und um 130 Schüler ausgebildet. Grade war einer der ersten deutschen Motorflieger. Sein Pilotenschein vom 1. Februar 1910, ausgegeben vom Luftschiffer-Verband Berlin, trägt die Nummer 2.

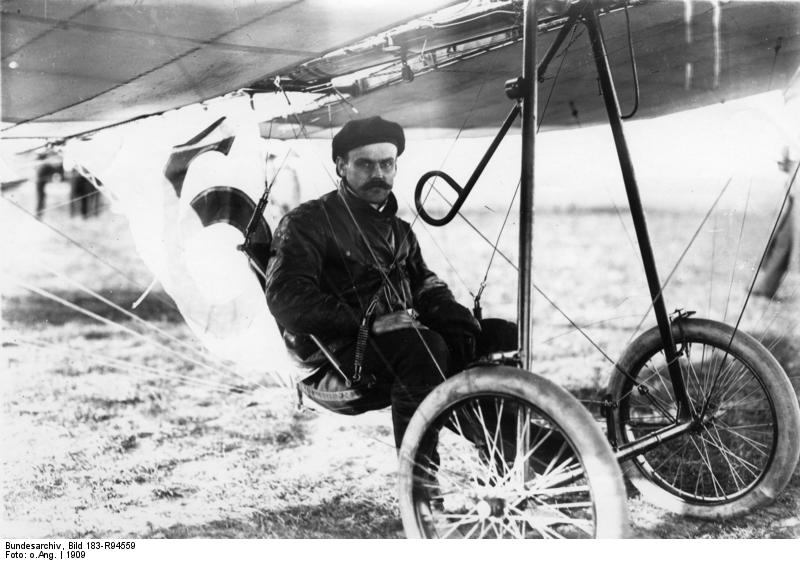
Hans Grade im Eindecker (1909)
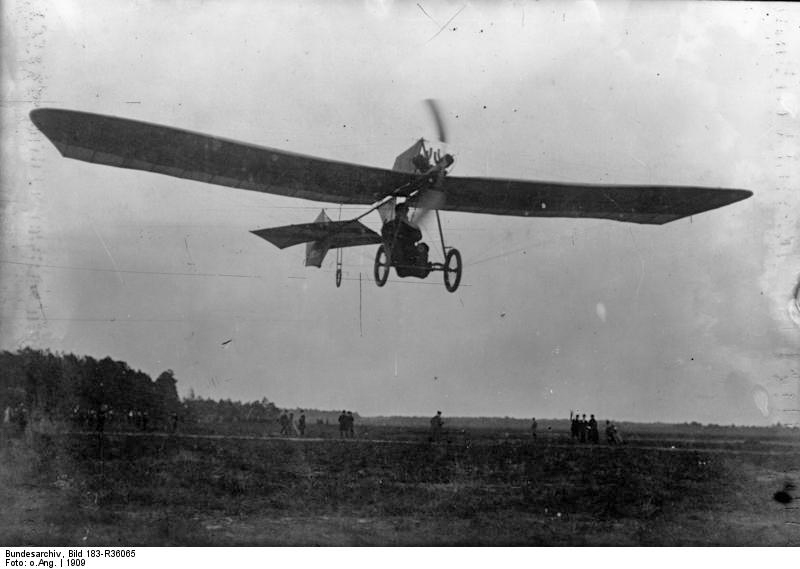
Eindecker „Libelle“ (1909)
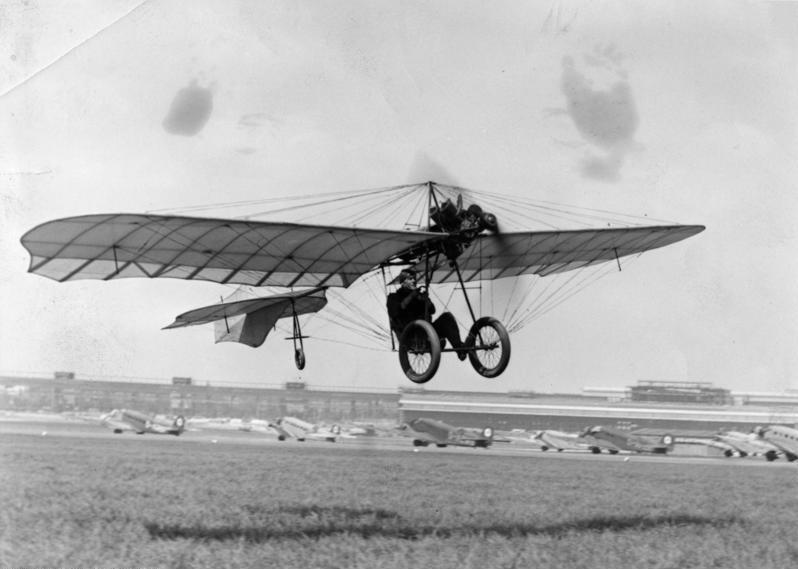
Hans Grade bei seinem Geburtstagsflug 1939

Im September 1910 gelang ihm der erste Dauerflug mit einem Eindecker, bei dem er 4 Stunden und 30 Minuten in der Luft war. Am 28. Oktober 1910 wollte Grade den ersten Überlandflug von Bork nach Berlin-Johannisthal durchführen, dessen Strecke über rund 60 km von Bork über Beelitz, Trebbin, Blankenfelde und Rudow führen sollte. Aufgrund des widrigen Wetters wurde dieser Flug um zwei Tage verschoben. Am 30. Oktober 1910 startete er mit seinem „Grade-Eindecker“ zu dem vom Verein Deutscher Lufttechniker veranstalteten Überlandflug. Die weiteren Teilnehmer waren Eugen Wiencziers mit einem Blériot-Eindecker und Robert Thelen in einem Wright-Doppeldecker. Unter den Augen vieler Schaulustiger (von Berlin fuhr extra ein Sonderzug mit ermäßigten Preisen nach Bork) landete Grade nach einer Flugzeit von 53 Minuten und 40 Sekunden bei einer Durchschnittsgeschwindigkeit von 83 km/h wohlbehalten am Zielort. Wincziers gewann zwar diesen Flug und erhielt dafür 2500 Mark, aber Grade wurde mit seinem selbst entworfenen deutlich schwächeren Motor Zweiter, erhielt 1500 Mark Prämie und ließ den Drittplatzierten Thelen (1000 Mark Prämie) noch deutlich hinter sich (dessen Zeit: 56 Minuten 50 Sekunden). Auffallend an Grades Motor war auch der geringe Benzinverbrauch von nur rund 10 Litern.
Seinen ersten Überlandflug mit einem Dreidecker führte Grade dann am 9. April 1911 durch und erzielte einen Tag danach mit diesem Flugzeug einen Höhenrekord von 1.450 m. 1912 wurde Grade durch Kaiser Wilhelm II. der preußische Kronenorden 4. Klasse verliehen.
Am 18. Februar 1912 erfolgte die erste Postbeförderung mit einem Flugzeug Hans Grades von Bork nach Brück – nur 6 km weit – durch den Piloten Hermann Pentz. Zur Finanzierung des Flugs waren eigene Briefmarken ausgegeben worden. Der Flug wird als erste Luftpostbeförderung in Deutschland gesehen.
Seinen ersten Versuch mit dem ersten Wasserflugzeug unternahm er am 21. August 1912 in Blankensee bei Trebbin. Hans Grade baute 1913 das erste für den Rückenflug geeignete Flugzeug.
Von 1914 an beschäftigte er sich vor allem mit Reparaturen von Kriegsflugzeugen und entwickelte einen Traktor. Nach Kriegsende war Deutschland nach den Bestimmungen des Versailler Vertrags der Bau von Flugzeugen verboten. Seine Firma Hans Grade Fliegerwerk Bork wurde 1922 gelöscht. Grade entwickelte nun den ersten deutschen Kleinwagen und begann 1922 mit dessen Produktion. Es wurden bis 1927 fast 2000 Autos produziert. Die Grade-Automobil-Werke beschäftigten bis zu 800 Arbeiter. Im Jahr 1927 musste das Unternehmen wegen Kapitalschwierigkeiten geschlossen werden. In den 1930er Jahren versuchte Grade erfolglos, ein neues Volksflugzeug zu entwickeln. Zum 1. April 1933 trat er der NSDAP bei (Mitgliedsnummer 1.733.035). Grade übernahm 1934 Forschungsaufträge von der Industrie.
Nach dem Zweiten Weltkrieg wurde er zeitweise enteignet, erhielt aber seinen gesamten Besitz noch vor seinem Tod zurück. Hans Grade war mit der Magdeburgerin Käthe Grothum verheiratet, einer Tante der Schauspielerin Brigitte Grothum.

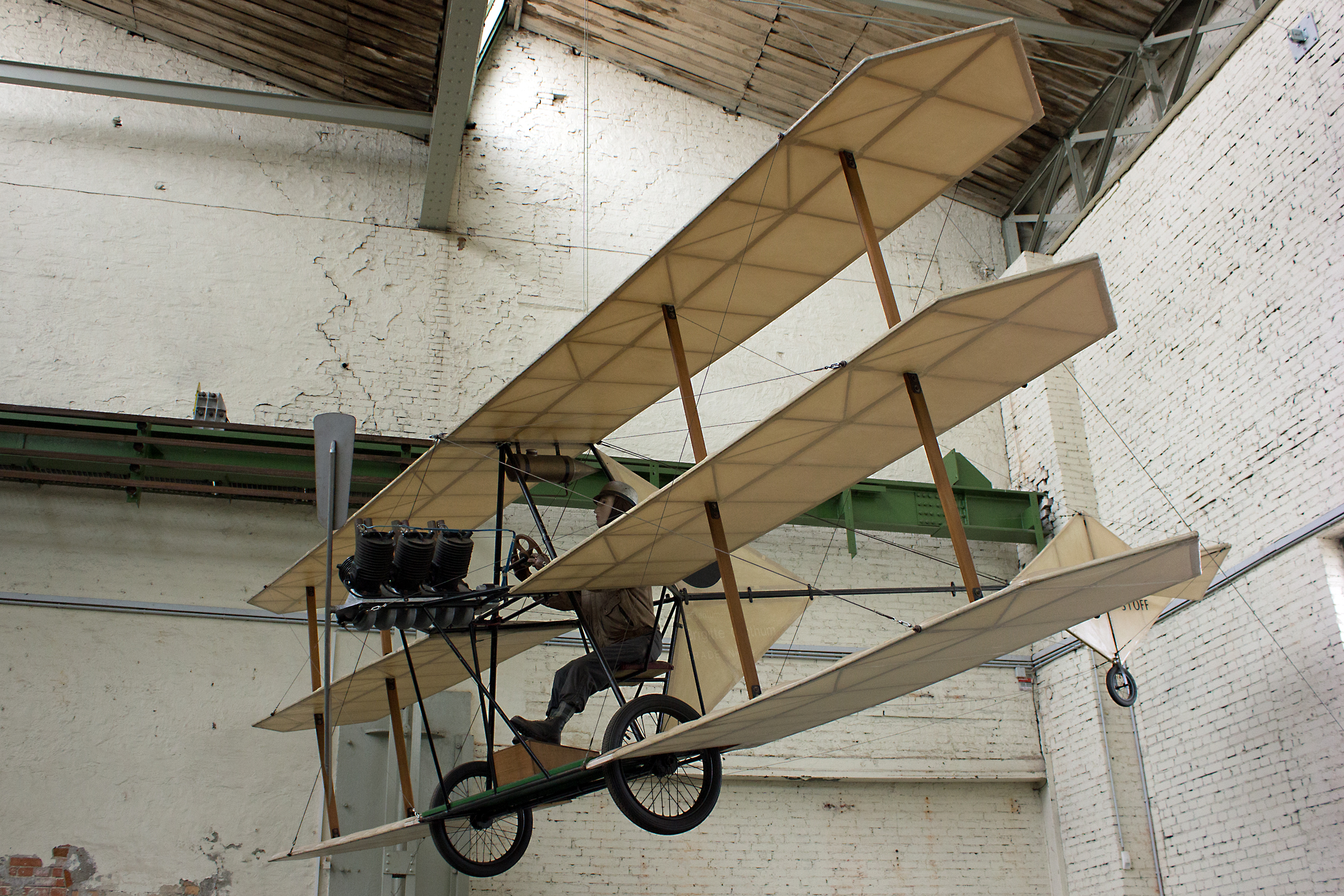
Nachbau des Grade-Dreideckers im Technikmuseum Magdeburg (2015)
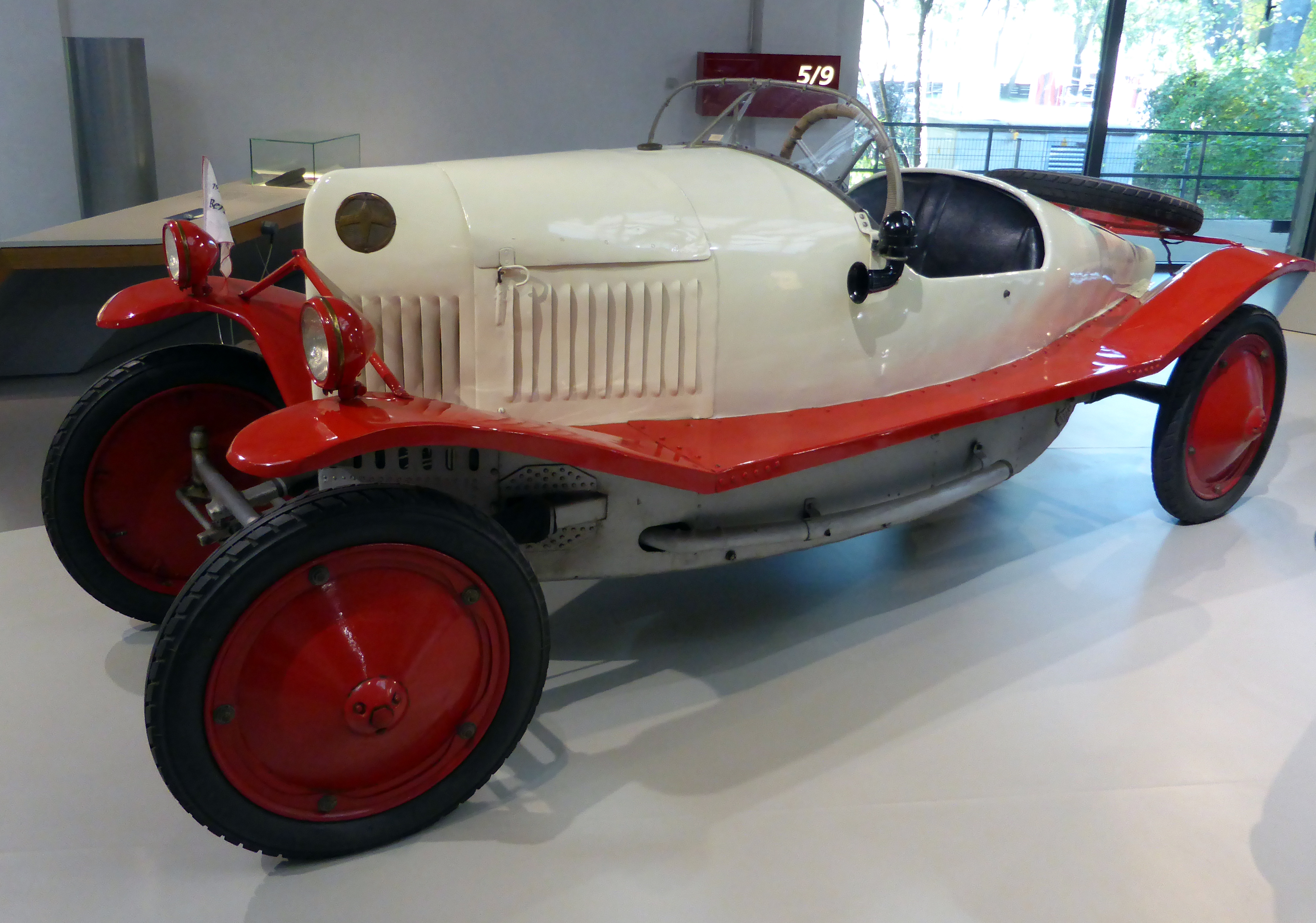
Grade-Wagen 4/16 PS, Baujahr 1922, im Deutschen Technikmuseum, Berlin

## Ehrungen
Die Hans-Grade-Grundschule in Borkheide und die Hans-Grade-Schule in Berlin-Johannisthal erinnern an den Flugpionier. In Borkheide befindet sich auch das Hans-Grade-Museum. Weiterhin erinnert in Borkheide ein 1980 von der Potsdamer Bildhauerin Petra Raschke geschaffenes Denkmal für den Flugpionier.
Außerdem sind die Gradestraße in Berlin-Britz, die Hans-Grade-Allee in Schönefeld bei Berlin, der Hans-Grade-Weg in Treuenbrietzen sowie in der Flugpioniersiedlung in Erfurt und der Hans-Grade-Ring in Potsdam nach ihm benannt. In Leipzig befindet sich die Hans-Grade-Straße im Gewerbegebiet zwischen dem Flughafen Leipzig/Halle und der General-Olbricht-Kaserne, angrenzend an die Hugo-Junkers-Straße. In den Städten Neuruppin, Oranienburg und Werder (Havel) gibt es jeweils eine Hans-Grade-Straße in der Nähe ehemaliger Militärflugplätze. Die Stadt Magdeburg benannte eine Straße und eine Schule nach ihm. An der Tür des historischen Magdeburger Rathauses hat eines der Bronzereliefs von Heinrich Apel, auf denen wichtige Ereignisse der Stadtgeschichte dargestellt werden, Grades Flug von 1908 zum Gegenstand. Im Norden Nürnbergs ist ihm ein Hans-Grade-Weg gewidmet.

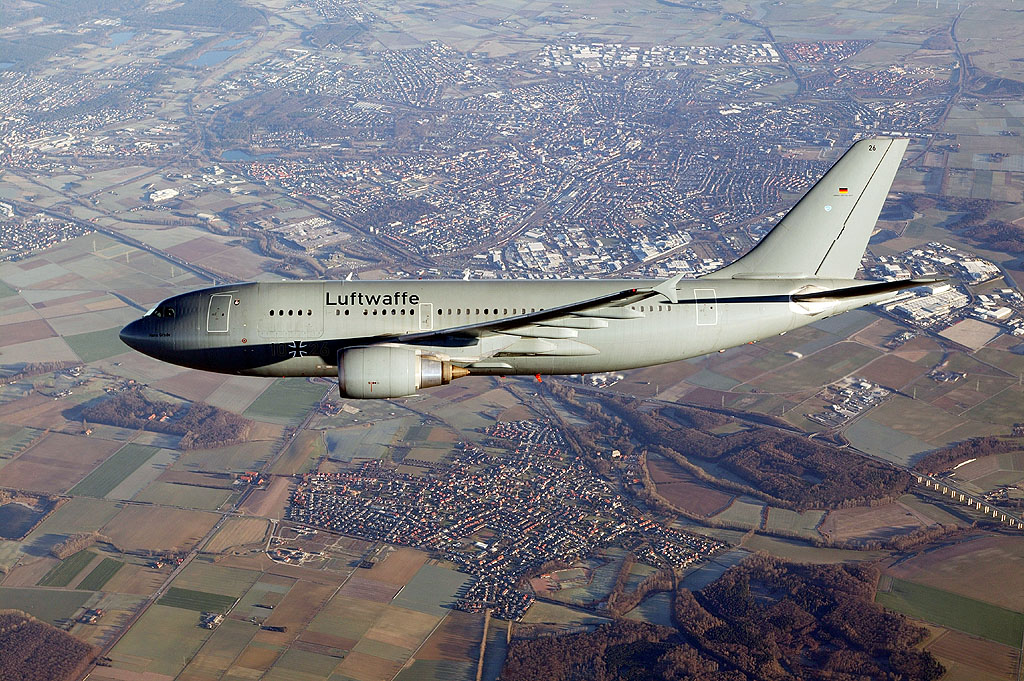
Airbus A310 MRT MedEvac „Hans Grade“ der Luftwaffe (2003)

Die Luftwaffe hat einen Airbus A310 MRTT (10+26) nach ihm benannt. Zuvor führte eine Boeing 707 (10+02) der Flugbereitschaft des Bundesministeriums der Verteidigung seinen Namen. Der Güstrower Flugsportverein Aero Club von Güstrow „Hans Grade“ e. V. führt seinen Namen. Des Weiteren gibt es am Flugplatz Schönhagen eine Flugschule „Hans Grade“.
Anlässlich des 100. Jahrestag des ersten Motorflugs von Hans Grade fanden vom 28. September bis zum 2. November 2008 im Jahrtausendturm und im Technikmuseum Magdeburg die Hans-Grade-Festwochen statt, eine Veranstaltungsreihe mit Ausstellungen, Vorträgen und Theateraufführungen, mit denen die Stadt Magdeburg den Flugpionier ehrte. Hierbei wurde auch die von Henning Wagenbreth entworfene Sondermarke der Deutsche Post AG „100 Jahre Motorflug – Hans Grade“ präsentiert.

## Filme
In dem 1914 gedrehten Spielfilm Der Flug in die Sonne mit Tilla Durieux war Hans Grade der erste deutsche Pilot, der in einem Spielfilm flog.
Im 1935 veröffentlichten NS-Propagandafilm Wunder des Fliegens führt Grade seinen Eindecker auf einem Flugtag vor.
In dem 1938 unter der Regie von Wolfgang Liebeneiner gedrehten Film Ziel in den Wolken über die Anfänge der Fliegerei in Berlin-Johannisthal spielt Hans Grade sich selbst.